# 1181 w polityce
Wydarzenia polityczne w 1181 roku.

## Wydarzenia
- Mieszko III Stary po wygnaniu w 1777 odzyskał Gniezno dzięki pomocy księcia szczecińskiego[1].
- Pomorze Zachodnie stało się lennem Niemiec (hołd w Lubece)[1][2][3].

## Zmarli
- Ludwik II, hrabia Wirtembergii[4].
- Aleksander III, papież[5].